# Reiner Gies
Reiner Gies (Kaiserslautern, Alemania, 12 de marzo de 1963) es un deportista olímpico alemán, representante de Alemania Occidental, que compitió en boxeo, en la categoría de peso superligero y que consiguió la medalla de bronce en los Juegos Olímpicos de Seúl 1988.

## Palmarés internacional
| Juegos Olímpicos | Juegos Olímpicos     | Juegos Olímpicos  | Juegos Olímpicos |
| Año              | Lugar                | Medalla           | Prueba           |
| ---------------- | -------------------- | ----------------- | ---------------- |
| 1988             | Seúl (Corea del Sur) | Medalla de bronce | Peso superligero |